# 오퍼 프랑크푸르트

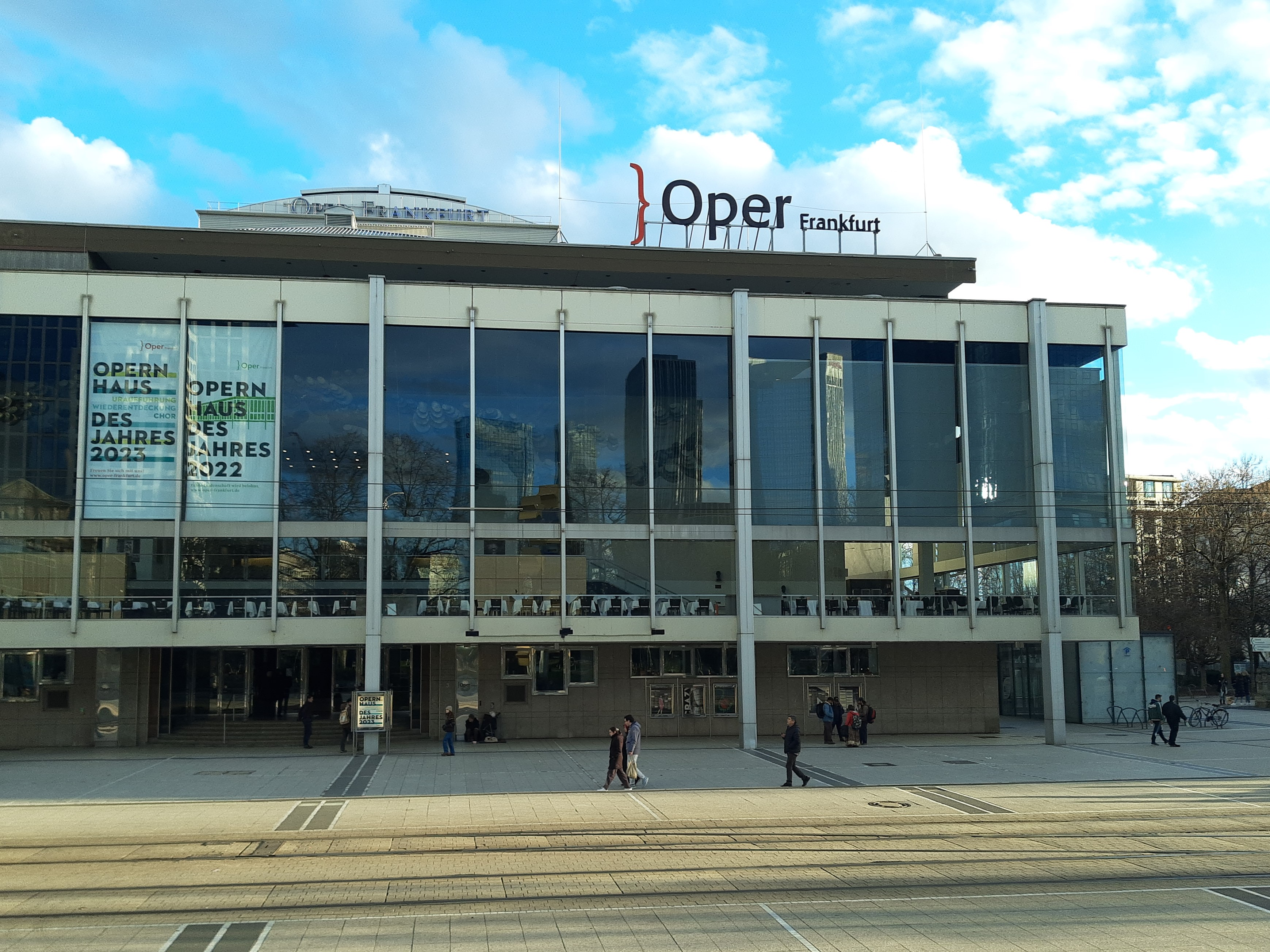
2024년 모습

오퍼 프랑크푸르트(Oper Frankfurt, 프랑크푸르트 가극장)는 프랑크푸르트암마인에 위치한 독일의 오페라 기업이다.
1912년 프란츠 슈레커의 데르 페르네 클랑, 1919년 프레데릭 델리우스의 페니모어와 게르다, 1937년 칼 오르프의 카르미나 부라나 등 많은 세계 초연과 함께 오랜 전통을 가지고 있다. 프랑크푸르트의 국제적 인지도는 길렌 시대부터 시작되었다. 1977년부터 1987년까지 마이클 질렌과 루스 버그하우스 등 무대감독들이 협업했다.
1880년에 지어진 유서 깊은 오페라 하우스는 제2차 세계 대전 때 파괴되었으며 콘서트홀인 Alte Oper로 재건축되었다. 1963년에 지어진 현재의 오페라 하우스는 연극 무대와 한 지붕 아래에 있다. 오페라 오케스트라는 프랑크푸르트 오페라 운트 뮤지엄 오케스트라(Frankfurter Opern- und Museumsorchester)라고 불린다. 현재 바로크 오페라와 현대 오페라가 공연되는 장소는 이전 트램 차고지였던 보켄하이머 창고(Bockenheimer Depot)이다.
1996년부터 2020년, 2022년, 2023년을 포함해 여러 차례 오페른벨트(Opernwelt)가 선정한 최고의 '올해의 오페라 하우스'로 선정된 오퍼 프랑크푸르트는 프랑크푸르트 시립극장의 일부이다. 2013년 국제 오페라 어워드에서 '올해의 오페라단' 상을 수상했다.

## 같이 보기
- 프랑크푸르트 무제움 관현악단